# Miklós Gusztáv
Miklós Gusztáv (külföldön Gustave Miklos) (Budapest, 1888. június 30. – Oyonnax, 1967. március 5.) magyar származású francia szobrász, festő, grafikus, formatervező.

## Munkássága
Kimnach László volt a tanára az Iparművészeti Iskolában. 1909-ben Párizsba ment, egy ideig barátja, Csáky József fogadta be otthonába. Építészeti tanulmányokat folytatott, majd az Académie de la Palette festőiskolában Henri Le Fauconnier tanítványa volt. Később Jean Metzinger műtermében folytatott tanulmányokat. Már az 1910-es Őszi Szalonon (Salon d’Automne) kiállított, de itt még nem kubista alkotásokat, viszont az 1913-as Függetlenek Szalonján (Salon des Indépendants) és a későbbiekben már a kubistákkal szerepelt együtt.
Az első világháború alatt francia katonaként többek között Szalonikiben szolgált. A bizánci művészet jelentős mértékben hatott rá. Ekkoriban fordult érdeklődése az iparművészet és a szobrászat felé. Art déco stílusban alkotott lakberendezési tárgyakat. Ezek egy része később a párizsi Musée d’Arts Décoratifs gyűjteményébe került. 1923-ban a kor legjelentősebb galériájában, Léonce Rosenbergnél mutatta be műveit nagy sikerrel. Ugyancsak 1923-ban állította ki első szobrát az Őszi Szalonon, amit azután több más követett. 1929-ben alapítója volt az Union des Artistes Modernes szervezetnek, rendszeresen részt vett kiállításaikon. 1940-1952 között az oyonnax-i képzőművészeti iskolában tanított, emellett folytatta alkotó munkáját, de többé már nem állított ki. Halála után kezdték újra felfedezni munkásságát.

## Egyéni kiállításai
- 1923 • Galerie de l’Effort Moderne, Párizs
- 1928 • La Galerie de la Renaissance, Párizs
- 1974 • Miklos, Galerie l’Enseigne du Cerceau, Oyonnax
- 1983 • Gustave Miklos (retrospektív), Centre Culturel Aragon, Oyonnax.

## Fontosabb csoportos kiállítások
- 1930-tól rendszeresen: Union des Artistes Modernes
- 1939 • Un siècle de Sculptures Françaises, de Rude à Picasso, Stedelijk Museum, Amszterdam
- 1940 • Palais des Beaux-Arts, Brüsszel
- 1971 • Art Déco, Institute of Arts, Minneapolis
- 1972 • München
- 1976 • Cinquentenaire de l’Exposition 1925, Musée d’Arts Décoratifs, Párizs
- 1988 • L’Union des Artistes Modernes, 1929-1959, Musée des Arts Décoratifs, Párizs.

## Művek közgyűjteményekben
- Musée d’Arts Décoratifs, Párizs
- Musée de l’Ain, Bourg-en Bresse
- École Nationale des matières plastiques, Oyonnax
- Musée d’Art et d’Industrie de Saint-Étienne.